# Bryant Bulldogs

Beirne Stadium.

Bryant Bulldogs (en español: Bulldogs de la Universidad Bryant) es el nombre que reciben los equipos deportivos de la Universidad Bryant, situada en North Smithfield, Rhode Island. Los equipos de los Bulldogs participan en las competiciones universitarias organizadas por la NCAA, y forman parte de la America East Conference, a la que se unieron en 2022. Antes de eso, habían sido miembros de la Northeast Conference desde 2008, provenientes de la División II de la NCAA.

## Apodo y mascota
El apodo de la universidad fue el de Indians hasta 1995, cuando la NCAA prohibió los apodos relatidos a los indios americanos, pasando a denominarse los Bulldogs. La mascota se llama Tupper en honor a Earl Tupper, el inventor del Tupperware, quien donó 220 acres a la universidad en octubre de 1967.

## Programa deportivo
Los Bulldogs participan en las siguientes modalidades deportivas:
| - Masculino - Baloncesto - Béisbol - Fútbol - Golf - Atletismo - Campo a través - Tenis - Fútbol americano - Natación - Lacrosse | - Femenino - Baloncesto - Bowling - Voleibol - Hockey sobre hierba - Golf - Fútbol - Atletismo - Lacrosse - Campo a través - Sóftbol - Natación - Tenis |

## Instalaciones deportivas
La Universidad de Bryant está muy orgulloso de sus instalaciones deportivas. Con instalaciones consideradas entre las mejores de la región noreste, Bryant provee instalaciones muy buenas para sus más de 500 atletas. 
- Elizabeth & Malcom Chace Athletic Center Main Gym es la instalación donde disputan sus partidos los equipos de baloncesto y voleibol. Tiene capacidad para 2.600 espectadores.[3]

- Elizabeth & Malcom Chace Fitness Center
- Beirne Stadium es el estadio donde juega el equipo de fútbol americano y lacrosse. Inaugurado en 1999, tiene capacidad para 4.400 espectadores.[4]

- Conaty Park es el estadio donde juega el equipo de béisbol. Inaugurado en 2000, tiene capacidad para 500 espectadores.
- Softball Complex Conaty Park es el estadio donde juega el equipo de softball.[5]
- Conaty Indoor Athletic Center. Terminado en mayo de 2016, es una instalación donde los equipos pueden practicar cuando las condiciones climatológicas exteriores no son demasiado buenas.
- Tennis Complex es donde el equipo de tenis de mujeres y hombres practica y juega sus partidos.
- Track and Turf Complex es donde el equipo de atletismo de mujeres y hombres practica y compite.
- Bulldog Strength and Conditioning Center es una instalación a la que solo tienen acceso los atletas y donde pueden entrenar sus cuerpos.

## El éxito del béisbol en Bryant

### Jugadores que han Sido Seleccionados por Equipos Profesionales
El equipo de béisbol en la Universidad de Bryant ha tenido muchos éxitos. Con la ayuda de Steve Owens, el entrenador del equipo, han ganado muchos campeonatos y se han convertido en uno de los mejores equipos de universidad en el noreste. Los jugadores no han nada más tenido suceso como equipo, pero también en sus futuros de béisbol, habiendo más y más jugadores que están escogidos para las ligas menores cada ano. Bryant, siendo una universidad pequeña, ha tenido suceso como si fuera una grande. 
- Keith MacWhorter: 1976, Dodgers, Ronda 15(355)
- Glenn Tatro: 1991, Orioles, Ronda 24(628)
- Doug Johnson: 2002, Rockies, Ronda 5(142)
- Pat McKenna: 2009, Tigers, Ronda 27(810)
- Jeff Vigurs: 2010, Cubs, Ronda 22(670)
- Pete Kelich: 2013, Padres, Ronda 38(1138)
- Joseph Michaud: 2013, Athletics, Ronda 33(1001)
- Kevin Brown: 2013, Cubs, Ronda 22(648)
- Craig Schlitter: 2014, Rockies, Ronda 27(803)
- Tom Gavitt: 2014, Athletics, Ronda 19(582)
- Carl Anderson: 2014, Pirates, Ronda 19(581)
- Kevin McAvoy: 2014, Red Sox, Ronda 4(134)
- Kyle Wilcox: 2015, Mariners, Ronda 6(185)
- Trevor Lacosse: 2015, Marlins, Ronda 23(686)
- Robby Rinn: 2016, Royals, Ronda 25(763)
- Brandon Bingel: 2016, Pirates, Ronda 22(675)
- Matt Albanese: 2016, Twins, Ronda 7(213)[6]